# Mainesuo
Mainesuo är en sumpmark i Finland. Den ligger i Ijo i landskapet Norra Österbotten, i den centrala delen av landet, 600 km norr om huvudstaden Helsingfors.